# مدیفوکسامین
مدیفوکسامین(به انگلیسی: Medifoxamine)، که قبلاً با نام‌های تجاری Clédial و Gerdaxyl به فروش می رسید، یک داروی ضدافسردگی غیرمعمول با خواص ضد اضطرابی اضافی است. این دارو از طریق مکانیسم‌های دوپامینرژیک و سروتونرژیک عمل کرده و قبلاً در فرانسه و اسپانیا و همچنین مراکش به بازار عرضه می شد. مدیفوکسامین برای اولین بار در فرانسه حدود سال ۱۹۹۰ ارائه شد. با این وجود به دلیل بروز مسمومیت کبدی در سال ۱۹۹۹ از مراکش و ۲۰۰۰ از فرانسه جمع آوری شد.